# 呼蘭駅
呼蘭駅（こらんえき）とは、中華人民共和国黒竜江省ハルビン市呼蘭区に位置する浜北線の駅。

## 歴史
- 1928年　開業。

## 隣の駅
中華人民共和国鉄道部
浜北線
徐家駅 - 呼蘭駅 - 沈家駅